# 延岡市立旭中学校
延岡市立旭中学校（のべおかしりつ あさひちゅうがっこう）は、宮崎県延岡市富美山町にある公立中学校。

## 沿革
- 1955年4月1日 - 延岡市立岡富中学校旭分校として岡富中学校内の一部を間借りして開校する。
- 1956年
  - 4月1日 - 延岡市立旭中学校としての設立認可を受ける。
  - 10月5日 - 新校舎落成に伴う現在地への移転および開校式を挙行。校旗制定を行う。
- 1958年9月1日 - 校歌を制定する。
- 1965年9月9日 - 体育館が竣工する
- 1976年3月1日 - 管理棟を増築する。
- 1992年9月12日 - 新校舎が竣工する。
- 1995年
  - 3月31日 - 新体育館が落成する。
  - 8月6日 - 柔剣道場が完成する。
- 2003年4月10日 - エレベーター設置が完成する。

## 概要
- 生徒数 216人
- 学級数 8
- 職員数 15人

（2008年4月1日現在）

## 通学区域
- ※旭小学校通学区域と同一

- 宇和田町
- 岡富町（一部）
- 川原崎町の一部
- 富美山町

- 桜園町
- 中川原町1～5丁目
- 中の瀬町1～2丁目
- 萩町

- 山下町3丁目
- 山月町1～5丁目
- 柚木町

## 交通
- 宮崎交通バス 「旭中入口」下車

## 部活動
- バスケット部（男・女）
- 野球部
- 女子バレー部
- サッカー部
- 女子ソフトテニス部
- 吹奏楽部

## 制服
- 男子　
  - 冬服は標準的な学生服上下である。
  - 夏服はカッターシャツ、スラックスである。
- 女子　
  - 冬服はセーラー服、ジャンパースカートである。
  - 夏服はカッターシャツ吊りスカートである。

## 主な出身者
- 浮島杏加子（バレーボール選手：KUROBEアクアフェアリーズ）